# Wespazjan (imię)
Wespazjan – imię męskie pochodzenia łacińskiego, od nazwy rodowej Vespasianus. W starożytnym Rzymie był to przydomek w rodzie Flawiuszów.
W Polsce imię rzadkie. W styczniu 2025 r. w rejestrze PESEL, wśród publicznie dostępnych danych dotyczących osób żyjących, wykazano 6 mężczyzn o imieniu Wespazjan, nadanym jako imię pierwsze.
Wespazjan imieniny obchodzi 18 lutego, 18 lipca.

## Imię Wespazjan w innych językach[5]
- łacina – Vespasianus
- angielski – Vespasian
- czeski – Vespasianus
- francuski – Vespasien
- hiszpański – Vespasiano
- niemieckl – Vespasianus
- rosyjski – Vespas'jan
- słowacki – Vespasian, Vespazián
- słoweński – Vespasijan
- włoski – Vespasiano.

## Mężczyźni o imieniu Wespazjan
- Wespazjan – cesarz rzymski,
- Wespazjan Kochowski – poeta i historyk,
- Wespazjan Lanckoroński – biskup kamieniecki od 1670, sekretarz królewski.